# Amblyscarta alternata
Amblyscarta alternata är en insektsart som beskrevs av Young 1977. Amblyscarta alternata ingår i släktet Amblyscarta och familjen dvärgstritar. Inga underarter finns listade i Catalogue of Life.